# مشفى حلب الجامعي
مشفى حلب الجامعي أو مستشفى حلب الجامعي مركز صحي يقع في مدينة حلب بسوريا افتتح عام 1974م.

## تاريخ
بدأ العمل في قسم العينية - مشفى حلب الجامعي منذ افتتاح المشفى في 1974، ويعتبر من أقدم المراكز العينية التي تم إنشاؤها في مدينة حلب.
كان قسم العينية عند افتتاحه عبارة عن شعبة في قسم أمراض الرأس الذي يضم الشعبة العينية والشعبة الأذنية ومنذ ذلك الحين بدأ القسم في التطور والتوسع حتى أصبح من الصعب دمج الشعبتين في قسم واحد واستحقت شعبة العينية أن يكون لها قسمها الخاص وجناحها الخاص في المشفى.
يعتبر قسم العينية اليوم من أكثر الأقسام تطوراً في مشفى حلب الجامعي ومن أهم الأقسام بالنسبة للمشفى على جميع الأصعدة، حيث يتمتع القسم بتجهيزات متطورة بعضها لا يتوفر حتى في المشافي الخاصة، بالإضافة إلى وجود أخصائيين متميزين يعتبرون من أفضل أطباء العيون في مدينة حلب ومن خريجي مشافي وجامعات أوروبية وعالمية.
لا يقتصر الأمر على الأخصائيين فقط، بل يتعداه إلى أطباء الدراسات العليا، حيث أن أطباء الدراسات العليا المتواجدين في قسم العينية هم ذوو أعلى المعدلات من خريجي كلية الطب وذلك بسبب المنافسة العليا على دخول هذا القسم والاختصاص فيه.